# Mi Serve
Mi Serve è un singolo della cantante italiana Cara, pubblicato il 12 luglio 2019.

## Video musicale
Il video, diretto da Priscilla Santinelli, è stato reso disponibile il 13 luglio 2019 sul canale YouTube dell'artista.

## Tracce
Testi di Anna Cacopardo, Davide Simonetta e Andrea Pugliese, musiche di Davide Simonetta.
1. Mi Serve – 3:06

## Remix
Il 4 ottobre 2019 è stato pubblicato un remix del singolo in collaborazione con il rapper e cantautore Samuel Heron come primo estratto dal primo EP di Cara 99.

### Tracce
Testi di Anna Cacopardo, Andrea Pugliese, Davide Simonetta e Samuel Costa, musiche di Davide Simonetta.
1. Mi Serve – 3:04